# Westland Whirlwind (истребитель)
Не путать с одноимённым британским вертолётом
Уэстленд Уирлуинд (англ. Westland Whirlwind) — британский двухмоторный одноместный истребитель периода Второй мировой войны. Спроектирован в КБ фирмы «Уэстленд эйркрафт» под руководством главного конструктора Уильяма Петера. Был второй конструкцией фирмы после Lysander'а
Представлял собой цельнометаллический моноплан. Первый полёт опытный истребитель совершил 11 октября 1938 года. Серийное производство на заводе «Уэстленд» в Йовиле началось в июне 1940 года. Оперативной готовности достиг 7 декабря 1940 г. Из-за того, что двигатели «Перегрин» не использовались нигде, кроме самого «Уирлуинда» (в отличие от «Мерлина»), «Роллс-Ройс» отказался от их развития, а затем и вовсе снял с производства. Это привело к низким темпам производства и окончательной остановке в январе 1942 г.
Произведённых самолётов хватило для оснащения лишь 2 полноценных эскадрилий — 263-й и 137-й — также испытания проводила 25-я эскадрилья ночных истребителей. Из-за предельно плотной компоновки попытки оснастить самолёт новыми двигателями оказались безуспешны, а попытка создания нового самолёта с «Мерлинами» привела к появлению высотного перехватчика «Welkin», который, однако, также не нашёл широкого применения, уже из-за отсутствия целей.

## История
В середине 1930-х годов основу истребительной авиации Великобритании составляли устаревшие бипланы, вооруженные пулеметами винтовочного калибра. Перед лицом немецкой угрозы англичанами была принята программа по перевооружению ВВС и модернизации авиастроительной промышленности. Особенно  руководство Королевских ВВС беспокоило возможность бомбардировок городов Англии германскими бомбардировщиками.
Принятая Министерством авиации программа предусматривала перевооружение всей военной авиации и модернизацию авиастроительной промышленности. В 1935 году министерство выпустило 41 техническое задание на модернизацию находящихся в серийном производстве самолетов и создание новых. Одно из технических заданий предусматривало создание нового скоростного истребителя с мощным наступательным вооружением.
Техническое задание впервые в мире задавало вооружение истребителя из батареи четырех пушек калибра 20 или 23 мм. Проектируемый истребитель должен был эксплуатироваться в любое время суток и развивать скорость 530 км/ч на высоте 4575 м. Первоначально техническое задание определяло истребитель как одноместный и одномоторный, но в дальнейшем самолет было разрешено сделать двухмоторным. В документах Министерства авиации этот самолет обозначался как "пушечный истребитель". Этому самолету не нужно было вести маневренный воздушный бой с истребителями противника и наносить удары по наземным целям, главной задачей этого истребителя было подлететь поближе к вражеским бомбардировщикам и нанести удар.
Участие в конкурсе на создание нового истребителя приняли участие многие известные британские авиастроительные фирмы. Победу в конкурсе одержал проект Р.9 фирмы "Westland". Проект представлял собой двухмоторный моноплан с аэродинамическими обводами, оснащенный двигателями фирмы "Роллс-Ройс". В министерстве авиации решили, что проект фирмы "Westland" наиболее полно соответствует техническому заданию. С фирмой был подписан контракт на изготовление двух прототипов.
Первый прототип Р.9 был готов в октябре 1939 года. Сборка первого прототипа длилась два с половиной года, на сроках сказалось большое количество технических новинок, используемых в конструкции самолета, и отсутствие у инженеров фирмы необходимого опыта. Новый истребитель получил название "Whirlwind" ("Вихрь"). Окончательные испытания истребителя проходили на базе ВВС в Фарнборо. Испытания прошли удачно и военная приемная комиссия дала самолету положительную оценку.
Заказ на первую партию из 200 самолетов Министерство авиации выдало в конце января 1939 года. В том же году последовал второй заказ на такое же количество истребителей. Фирма "Westlanld" развернула серийное производство и сообщила, что первый самолет будет поставлен через девять месяцев после начала работ. Первый серийный "Whirlwind" поднялся в воздух в июне 1940 года, через семнадцать месяцев после начала работ по серийному производству. Срыв сроков поставки первого самолета был обусловлен несколькими причинами: во-первых, отказ Министерства авиации от развертывания подготовки серийного производства одновременно с началом испытания прототипов; во-вторых, недоведенностью двигателей "Peregrine" фирмы "Rolls Royce" и в-третьих — отсутствием достаточного количества квалифицированных специалистов в фирме "Westland". Все это привело к тому, что с момента опубликования технического задания до полета первого самолета прошло четыре года и четыре месяца. Тем не менее передовые технические решения, заложенные в конструкцию, позволили ему остаться вполне современным самолетом на момент начала серийного выпуска.

## Конструкция
Истребитель Westland Whirlwind - цельнометаллический двухмоторный низкоплан классической аэродинамической схемы с закрытой кабиной и убирающимся шасси с хвостовой опорой.
Фюзеляж - овального сечения типа монокок с работающей обшивкой. Материал обшивки фюзеляжа выполнялся из магниевых сплавов. Обшивка крепилась к каркасу фюзеляжа при помощи потайной клепки. В силовую конструкцию фюзеляжа входила бронированная переборке, к которой крепились передние лонжероны центроплана. В носовой части фюзеляжа устанавливалась батарея из четырех пушек, которые крепились к бронированной перегородке и закрывались носовым обтекателем. Барабаны со снарядами имели дополнительную бронезащиту, под центропланом находился обтекатель куда собирались стреляные гильзы. Там же предусматривалась возможность установки кинофотопулемета. Фюзеляж практически не имел выступающих частей. Впервые на английских истребителях был установлен каплевидный фонарь кабины пилота, обеспечивающий летчику отличный круговой обзор.
Крыло - цельнометаллическое, низкорасположенное, с работающей обшивкой. Состоит из лонжерона и двух отъёмных консолей. Тонкий профиль крыла стало возможным обеспечить благодаря конструкции лонжеронов, которые изготавливались методом штамповки с последующей механической обработкой. Центроплан крыла, прямоугольный в плане, имел три лонжерона - главный проходивший через фюзеляж и два вспомогательных передний и задний. Консоли крыла трапециевидные в плане с закругленными законцовками имели прямую переднюю кромку. Силовой набор консолей крыла два лонжерона - главный и вспомогательный задний.
Конструктивно топливные баки были интегрированы в силовую схему центроплана. Каждый топливный бак состоял из двух секций, передней и задней между которыми проходил основной лонжерон крыла. Нервюры крепились к обечайкам и стенкам баков и играли роль перегородок. Под алюминиевой обечайкой устанавливались листы резины толщиной 5 мм, являющиеся протектором. Любая секция бака легко демонтировалась для проведения ремонта и замены.
Механизация крыла - элероны, предкрылки и закрылки. Элероны имели металлический каркас и полотняную обшивку. Элероны были снабжены триммерами, которые регулировались на земле. Закрылки представляли собой единое целое с задней частью мотогондолы и выдвигались вместе с ними назад и вниз.
Хвостовое оперение - однокилевое с высоко расположенным стабилизатором. Обшивка киля и стабилизатора крепятся к каркасу при помощи потайной клепки. Рули высоты и направления имеют металлический каркас и полотняную обшивку. Рули были снабжены триммерами, регулируемыми в полете.
Шасси - трехопорное с хвостовым колесом. Шасси убирались в полете при помощи гидросистемы. Основные стойки убирались в мотогондолы, назад по полету и закрывались створками. Хвостовое колесо убиралось в нишу в хвостовой части фюзеляжа. Амортизация стоек воздушно-масляная. Основные стойки комплектовались колесами, снабженными тормозами. Дополнительная пневмосистема использовалась в качестве аварийной для выпуска шасси и закрылков.
Силовая установка - два поршневых V-образных 12-цилиндровых двигателя Rolls Royce Peregrine I жидкостного охлаждения  мощностью 885 л.с каждый. Запас топлива 507 литров находился в двух протектированных баках  в центроплане. Радиаторы двигателей располагались в центроплане крыла между фюзеляжем и мотогондолами. Воздушные винты трёхлопастные , изменяемого шага, диаметром 3,048 м.

## Производство и боевое применение
Первоначально предполагалось использовать Whirlwind в качестве ночного истребителя. Но после капитуляции Франции Министерство авиации совместно с Истребительным командованием приняли решение использовать эти истребители для защиты баз флота в Шотландии, так как  на тот момент Whirlwind был единственным английским самолетом, способным наносить удары по десантным судам и бронетехнике противника.
В дальнейшем истребители Whirlwind использовались для штурмовки целей на территории Франции, Бельгии и Нидерландов. Боевая эксплуатация Whirlwind выявила серьезные недостатки истребителя - четыре пушки имели боезапас всего 60 патронов на ствол, что хватало только на 10 секунд стрельбы; самолет имел боевой радиус действия 240 км и не мог быть использован в качестве истребителя сопровождения. Также из-за плотной компоновки не было возможности установить на самолет РЛС. Развитие радиолокационных средств позволяло заранее наводить на цели истребители, а барражирующие истребители, такие как Whirlwind, остались не у дел.
К 1941 году темп производства Whirlwind на авиационном заводе Westland в  г. Yeovil составил два самолета в неделю. Но Министерство авиации потеряло интерес к этому самолету, решив не заниматься дальнейшей модернизацией самолета и сократило число заказанных Whirlwind с 400 до 112. Этому способствовала задержка с принятием самолета на вооружение, также к этому времени появились более совершенные британские истребители, а фирма "Rolls Royce" отказалась от доводки двигателя Peregrin.
В январе 1942 года серийный выпуск самолета был завершен. Всего было выпущено 114 экземпляров, включая прототипы. Истребители Whirlwind в основном использовались для атак надводных целей в Ла-Манше, ударов по аэродромам и другим наземным целям. Истребительное командование предложило оснастить истребитель бомбами. И летом 1942 года самолеты стали оснащать бомбодержателями. Модифицированный истребитель-бомбардировщик получил название "Whirlwind" Mk.II или неофициальное "Whirlbomber" и мог нести бомбовую нагрузку на установленных под крылом бомбодержателях.
До конца своей боевой карьеры Whirlwind использовался в качестве истребителя-бомбардировщика. Самолет постепенно выводился из состава боевых частей и окончательно был снят с вооружения в ноябре 1943 года. После окончания войны один самолет был переждан фирме Westland, где он эксплуатировался, как гражданский, до мая 1947 года. Боевая история этого самолета могла быть более успешной, если бы она началась годом ранее, во время "битвы за Британию".

## Тактико-технические характеристики
для версии Whirlwind Mk.I
Технические характеристики
- Экипаж: 1
- Длина: 9,83 м
- Размах крыла: 13,7 м
- Высота: 3,20 м
- Площадь крыла: 23,20 м²
- Профиль крыла: NACA 23017-08
- Масса пустого: 3770 кг (8310 фунтов)
- Нормальная взлётная масса: 4697 кг (10 370 фунтов)
- Максимальная взлётная масса: 5165 кг (11 400 фунтов) (с бомбами)
- Масса топлива во внутренних баках: 355 кг (507 литров)
- Силовая установка: 2 × Rolls-Royce Peregrine I
- Мощность двигателей: 2 × 885 л.с. (2 × 650 кВт)
- Воздушный винт: 3-лопастные de Havilland D.H.4/4, изменяемого шага
- Диаметр винта: 3,048 м

Лётные характеристики
- Максимальная скорость:  
  - на высоте 4500 м: 580 км/ч (490 км/ч с бомбами)
  - на высоте 1500 м: 507 км/ч (435 км/ч с бомбами)
- Крейсерская скорость: 435 км/ч
- Скорость сваливания: 153 км/ч
- Боевой радиус: 240 км на малой высоте
- Практическая дальность: 1280 км
- Практический потолок: 9150 м
- Скороподъёмность: 6,8 м/с

Вооружение
- Стрелково-пушечное: 4 Hispano Mk.I 20 мм, (барабанное питание, 60 патронов на ствол)
- Точки подвески: 2
- Бомбы: до 454 кг (2 × 227 кг или 2 × 113 кг) (на модификации II)

## Изображения

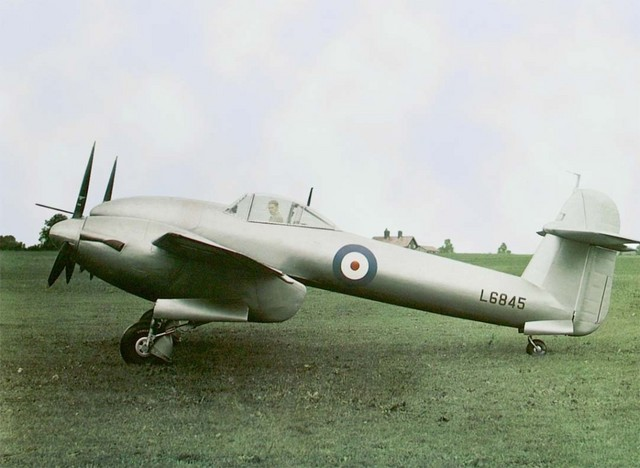
Westland Whirlwind, прототип (№L6845), 1940 г.
Whirlwind Mk I на испытаниях на роль истребителя-бомбардировщика, с 2 500-фунтовыми бомбами
Звено Уирлуиндов в полёте над Западной Англией
P6969 "HE-V" 263-й эскадрильи в полёте над Западной Англией

## Похожие самолёты
- Gloster F.9/37[англ.] (Великобритания)
- Focke-Wulf Fw 187(Германия)
- Grumman XF5F Skyrocket[англ.] (США)
- Grumman XP-50[англ.] (США)